# HTC Touch Diamond
De HTC Touch Diamond, ook bekend als de HTC P3700 of de codenaam HTC Diamond is een smartphone van High Tech Computer Corporation die draait op het besturingssysteem Windows Mobile 6.1 van Microsoft. Het is de eerste smartphone die gebruikmaakt van TouchFLO 3D, een grafische schil die door HTC voor Windows Mobile ontwikkeld is.
De HTC Touch Diamond was als eerst te koop in Hongkong aan het einde van mei 2008.. Later in 2008 kwam het toestel ook in de Verenigde Staten en Europa.
De HTC Touch Diamond werd op 17 april 2009 opgevolgd door de HTC Touch Diamond2.

## Software
HTC heeft naast Windows Mobile zelf enkele extra applicaties meegeleverd, zoals:

### Opera Mobile
De smartphone gebruikt Opera Mobile als standaardbrowser voor surfen over het internet. Dit heeft de fabrikant gedaan, omdat volgens hen deze browser meer mogelijkheden biedt dan het standaard meegeleverde Internet Explorer Mobile.

### YouTube
De HTC Touch Diamond bevat een YouTube-applicatie waarmee het mogelijk is om makkelijk naar video's te zoeken en deze te bekijken.

## Verkoop
In zes weken tijd werden er meer dan één miljoen exemplaren van deze smartphone verkocht. Dit is erg snel in vergelijk met bijvoorbeeld de HTC Touch die vijf maanden deed over het bereiken van dezelfde mijlpaal.